# Flowers in the Attic
Flowers in the Attic är en kanadensisk-amerikansk långfilm från 2014 i regi av Deborah Chow.

## Handling
Corrines man har precis dött och hon kan inte ta hand om deras fyra barn på egen hand, så hon flyttar in hos sina föräldrar. Corrines pappa är en förmögen man, men för att få ärva måste hon gömma barnen för honom då han ogillat hennes äktenskap. Så de fyra barnen blir inlåsta på vinden, där de behandlas grymt av sin mormor.

## Om filmen
Filmen är baserad på Virginia C. Andrews bok Vindsträdgården. Boken har filmatiserats en gång tidigare som Blomblad för vinden. 

## Rollista i urval
- Heather Graham - Corrine
- Ellen Burstyn - Mormor
- Kiernan Shipka - Cathy
- Mason Dye - Christopher
- Ava Telek - Carrie
- Maxwell Kovach - Cory
- Dylan Bruce - Bart Winslow
- Beau Daniels - Mr. Foxworth